# 헤프헤프 폭동

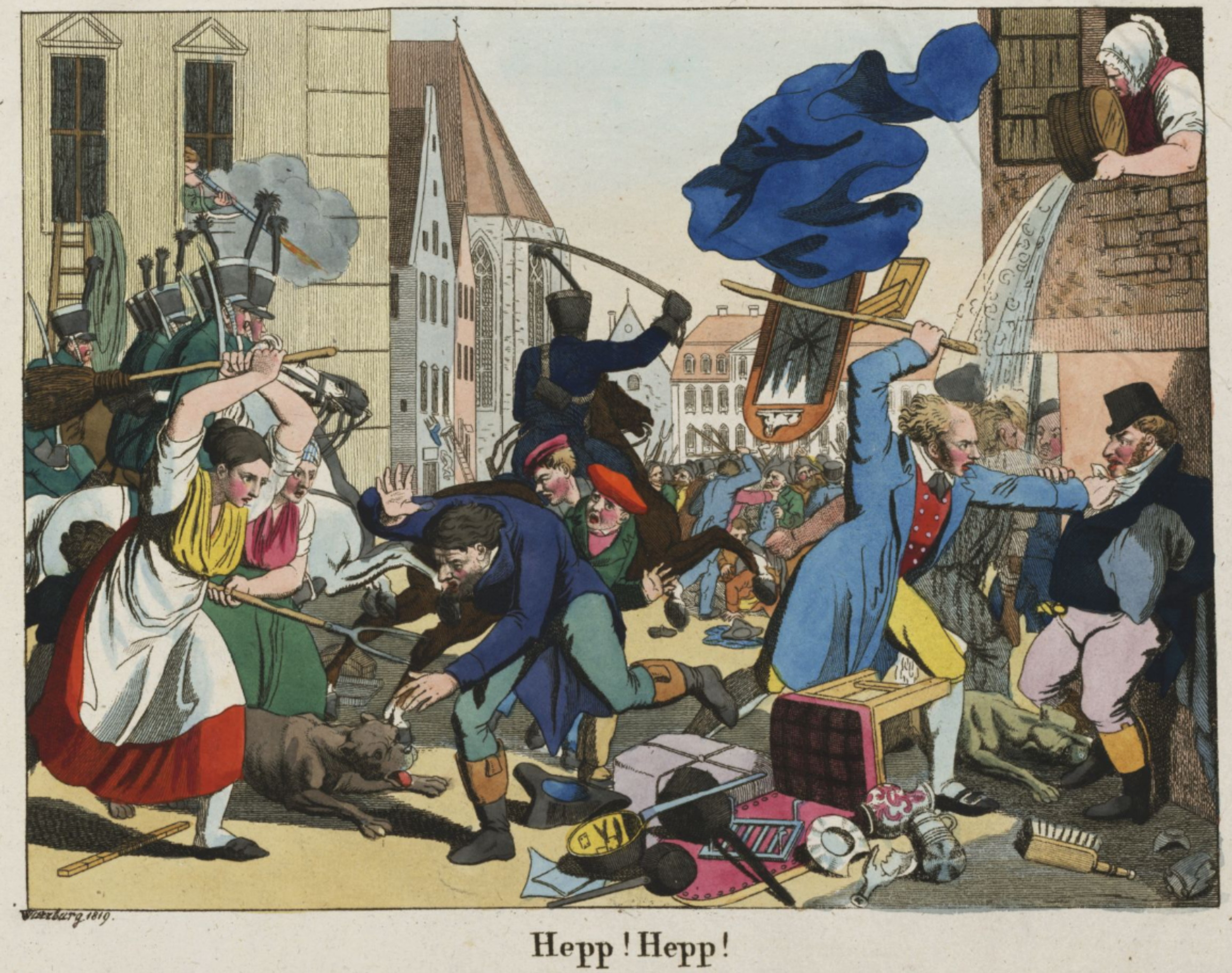
프랑크푸르트암마인의 폭동 상황을 그린 판화(요한 미하엘 폴츠의 작품)

헤프헤프 폭동(독일어: Hep-Hep-Krawalle) 또는 헤프헤프 소요(독일어: Hep-Hep-Unruhen)는 1819년 8월에서 1819년 10월 사이에 바이에른 왕국에서 시작되어 독일 연방을 휩쓴 아슈케나즈 유대인에 대한 포그롬이다. 정확히는 1819년 8월 2일 뷔르츠부르크에서 반유대주의 폭력 사태가 시작되었으며 이후 독일의 다른 지역으로 불길처럼 퍼져나갔다. 이 사태로 많은 유대인들이 목숨을 잃고 유대인들의 재산이 파괴되었다.

## 같이 보기
- 포그롬